# Охорона здоров'я в Брунеї

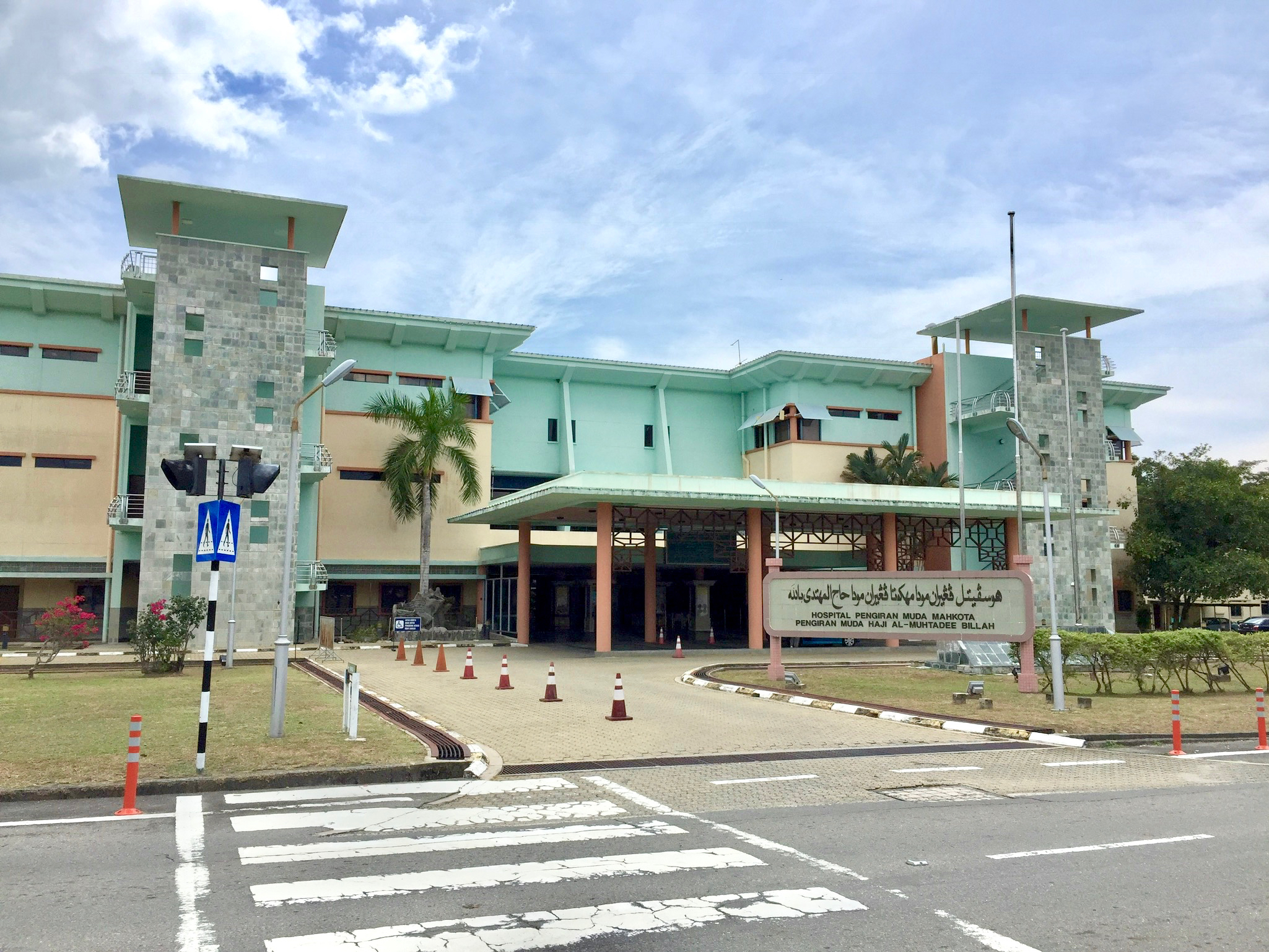
Шпиталь у Тутонґу

Охорона здоров'я в Брунеї повністю забезпечується державою. У країні існують 10 шпиталів, а також приватні клініки.
Попри декларовану безкоштовність медицини, існує нерівноправність у доступі до медичних послуг залежно від етнічного походження громадян. Так, брунейці китайського походження частіше користуються приватними медичними послугами.
Всесвітня організація охорони здоров'я відмічає високу якість тестування безпеки продуктів харчування та хвороб домашньої худоби.

## Історія
З 1927 року в Брунеї здійснюється лабораторний аналіз біологічних матеріалів.
До 1984 року в Брунеї існував лише один загальний шпиталь у Бандар-Сері-Бегавані. Надалі було побудовано новий комплекс, названий на честь дружини султана Хассанала Болкіаха Салехи — шпиталь Раджі Істері Пенгіран Анак Салехи (RIPAS).
З початку 2010-х років у Брунеї розвивається сектор e-медицини.

## Неінфекційні захворювання
Станом на 2014 рік приблизно половина смертей у Брунеї спричинені неінфекційними захворюваннями, серед яких переважають онкологічні хвороби, серцеві захворювання, цукровий діабет і патології мозкового кровообігу. При опитуванні працівників державних установ практично кожен десятий повідомляв, що мав особисту чи родинну історію онкологічного захворювання.

## Інфекційні захворювання
Станом на 2019 рік у Брунеї високий рівень вакцинації населення проти кору та інших вірусних хвороб, що досягає більше 95 %. Програма імунізації дітей розпочата 1957 року та охоплює 10 збудників захворювань, зокрема з 2012 року вакцинують проти папіломавірусу людини. Вакцини проти вітряної віспи, пневмококів та ротавірусу не покриваються державою, але доступні комерційно.
2015 року в країні було переможено кір, 2018 року — краснуху.
2020 року в Брунеї розпочалася епідемія коронавірусної хвороби 2019. Запроваджений режим суворих протиепідемічних заходів дозволив припинити розповсюдження вірусу впродовж березня-травня 2020 року. Станом на листопад 2020 року в країні зареєстровано менше 150 випадків хвороби, 3 людини померли.

## Медичні установи
До системи закладів охорони здоров'я входять 16 клінік матері й дитини.

## Спеціалізована медицина

### Психіатрична допомога
Станом на 2014 рік багато брунейців при ознаках психічних розладів звертаються до релігійних лідерів та духовних практиків, оскільки ці розлади стигматизовані в суспільстві й сприймаються як ознака впливу на людину духів та інших наднормальних сутностей.
Психіатричну допомогу в країні надають відділення психіатрії шпиталю RIPAS і відділення шпиталю в Куала-Белайті.
У Брунеї досі діє Акт щодо божевілля (англ. Lunacy Act) 1929 року, який вимагає примусового лікування пацієнтів з психічними розладами. З 2011 року триває робота над осучасненням законодавства.

### Стоматологія
Станом на 2010 рік у країні працювали 93 стоматологи При цьому спеціалісти відмічають украй високий рівень карієсу в мешканців країни.